# Moucherolle de Coues
Contopus pertinax
Espèce
Statut de conservation UICN

 LC  : Préoccupation mineure
La Moucherolle de Coues (Contopus pertinax), appelé également Pioui de Coues, est une espèce de passereaux de la famille des Tyrannidae.

## Description
La moucherolle de Coues a le dessus gris cendré avec une légère teinte olivacée, ses ailes et sa queue étant plus foncées tandis que le dessous est plus pâle avec une forte teinte ocre sur l'abdomen et le dessous des ailes, ses flancs dissimulant des touches blanches. Le haut du bec est brun et le bas est jaunâtre. Les pattes sont noires.

## Répartition
La moucherolle de Coues se rencontre dans la moitié sud du Mexique, au Belize, au sud du Guatemala, au Honduras, au Salvador, dans une petite partie nord du Nicaragua. Son aire de reproduction s'étend jusqu'au Nord du Mexique ainsi qu'aux États-Unis (état d'Arizona et ouest du Nouveau-Mexique).

## Habitat
Cette espèce fréquente les forêts de pins et de chênes.

## Alimentation
La moucherolle de Coues se nourrit principalement d'insectes.

## Nidification
Son nid compact est placé sur une branche de chêne à environ 6 m du sol et est fait d'un mélange de toile d'araignée, de morceaux d'insectes et de matière végétale. L'intérieur est tapissé de graminées. Elle y pond des œufs couleur crème piquetés de châtaigne et de lilas-gris.

## Sous-espèces
D'après la classification de référence (version 5.2, 2015) du Congrès ornithologique international, cette espèce est constituée des deux sous-espèces suivantes (ordre phylogénique) :
- Contopus pertinax pertinax Cabanis & Heine, 1859 ;
- Contopus pertinax minor (W. Miller & Griscom), 1925.